# Любич, Эрнст
Эрнст Лю́бич (нем. Ernst Lubitsch; 29 января 1892, Берлин — 30 ноября 1947, Лос-Анджелес) — немецкий и американский кинорежиссёр еврейского происхождения, актёр, сценарист, продюсер.

## Биография
Родился 29 января 1892 года в Берлине в семье преуспевающего коммерсанта, владельца ткацкого производства Симона (Симхи) Любича (родился в городе Гродно) и его жены Анны Линденштадт. В 1899—1902 годах посещал начальную школу, затем гимназию. В 1908 году начал учёбу в текстильной лавке на Кёнигштрассе. Затем работал бухгалтером в конторе своего отца. Познакомился с актёром Виктором Арнольдом и стал его учеником. Последовали первые выступления в кабаре. С 1911 по 1913 годы Любич играл в театре Рейнхардта. В 1913 году дебютировал в кино в качестве актёра, а в 1914 году — в качестве режиссёра. В 1918 году началось его сотрудничество с Полой Негри и Эмилем Яннингсом. До 1922 года снял в Германии ряд фильмов, которые пользовались большим успехом у немецкой публики: «Мадам Дюбарри», «Принцесса устриц», «Жена фараона» и «Пламя».
В декабре 1922 года вместе с Полой Негри уехал в Голливуд, где поставил фильм «Розита» с Мэри Пикфорд.
Фильм не окупил себя, и Любич был вынужден приступить к постановкам так называемых салонных комедий по образцу фильмов Сесиля де Милля. Фильм «Брачный круг» принес Любичу первый успех.
Последующие фильмы утвердили его репутацию в Голливуде. Постоянным сценаристом Любича был Ханс Крели, приехавший из Германии.
Любич умер 30 ноября 1947 года в Голливуде от инфаркта. Похоронен на кладбище Форест-Лаун. Как рассказывал Билли Уайлдер журналу «Action!», когда он возвращался с похорон Любича вместе с Уильямом Уайлером, то сказал: «Любича больше нет», — на что Уайлер ответил: «Хуже. Не будет больше фильмов Любича».
Альфред Хичкок называл его «человеком кино в чистом виде», Франсуа Трюффо — «принцем», Орсон Уэллс — «гигантом».  Жан Ренуар называл его  «Человеком, который изобрёл Голливуд».
За 30 с лишним лет работы в немецком и американском кинематографе он поставил свыше 50 картин. За год до смерти мастера удостоили специального «Оскара» — за вклад в искусство кино.

## Творчество
В фильмах, снятых в «голливудский» период, Любич изображал жизнь, протекающую в нарядных салонах. Интерьеры были наполнены приглушённым светом старинных хрустальных люстр, блёклые тона тяжёлых шёлковых портьер хорошо сочетались с изящным орнаментом французских ковров. Трюффо писал по этому поводу: «Однако он вовсе не стремился к тому, чтобы по его картинам изучали быт и нравы ушедших эпох. Любич не стремится к тому, чтобы мы поверили в историю. Он берёт нас за руку и последовательно разбирает все механизмы, которые он привёл в движение. Он рассказывает нам историю и вставляет шутки каждые две минуты, чтобы продемонстрировать, что он рассказывает историю».
Любич был одним из основателей так называемой «джазовой тематики» в кинематографе (век джаза).

## Память
С 1957 года существует ежегодная премия Эрнста Любича. Этой кинематографической наградой, созданной по инициативе Билли Уайлдера, удостаиваются германские режиссёры и актёры «за лучший персональный вклад в создание немецкоязычной комедии».

## Фильмография
- 1916 — Обувной дворец Пинкуса / Schuhpalast Pinkus
- 1918 — Глаза мумии Ма / Die Augen Der Mummie Ma (с Полой Негри и Э. Яннингсом)
- 1918 — Не хочу быть мужчиной / Ich möchte kein Mann sein
- 1918 — Кармен / Carmen (с Полой Негри)
- 1919 — Кукла / Die Puppe
- 1919 — Майер из Берлина / Meyer aus Berlin
- 1919 — Принцесса устриц / Die Austernprinzessin
- 1919 — Мадам Дюбарри / Madame Du Barry
- 1920 — Сумурун / Sumurun
- 1920 — Анна Болейн / Anne Boleyn
- 1920 — Ромео и Джульетта в снегу /  Romeo und Julia im Schnee
- 1921 — Горная кошка / Die Bergkatze
- 1922 — Жена фараона / Das Weib des Pharao
- 1923 — Пламя / Die Flamme
- 1923 — Розита / Rosita (с Мэри Пикфорд)
- 1924 — Брачный круг / The Marriage Circle
- 1924 — Три женщины / Three Women
- 1924 — Запретный рай / Forbidden Paradise
- 1925 — Целуй меня снова / Kiss Me Again
- 1925 — Веер леди Уиндермир / Lady Windemere’s Fan
- 1926 — Это тоже Париж / So This Is Paris
- 1927 — Принц-студент в Старом Гейдельберге / The Student Prince In Old Heidelberg
- 1928 — Патриот / The Patriot
- 1929 — Парад любви / The Love Parade
- 1930 — Монте-Карло / Monte Carlo
- 1931 — Улыбающийся лейтенант / The Smiling Lieutenant
- 1932 — Один час с тобой / One Hour with You
- 1932 — Недопетая колыбельная / Broken Lullaby
- 1932 — Неприятности в раю / Trouble in Paradise
- 1932 — Если бы у меня был миллион / If I Had A Million (фрагмент «Клерк»)
- 1933 — Серенада трёх сердец / Design for Living
- 1934 — Весёлая вдова / The Merry Widow
- 1937 — Ангел / Angel
- 1938 — Восьмая жена Синей Бороды / Bluebeard’s Eighth Wife
- 1939 — Ниночка / Ninotchka
- 1940 — Магазинчик за углом /  Shop Around the Corner, The
- 1941 — Это неопределённое чувство / That Uncertain Feeling
- 1942 — Быть или не быть / To Be Or Not To Be
- 1943 — Небеса могут подождать / Heaven Can Wait
- 1945 — Королевский скандал / A Royal Scandal.
- 1946 — Клуни Браун / Cluny Brown
- 1948 — Эта дама в горностае / That Lady In Ermine (фильм закончен О. Премингером)